# Lohofsmolen
De Lohofmolen is een verdwenen watermolen in de Nederlandse stad Venlo.
De oudste bouwfase van de molen is gedateerd op de 15e eeuw. De molen stond binnen de stadsmuren, aan de Panhuismolenbeek, even ten zuiden van de Martinuskerk. De molen staat ingetekend op de 16e-eeuwse kaart van Jacob van Deventer. De oudste schriftelijke vermelding van de molen dateert uit 1568.
In de 16e of 17e eeuw eeuw is de molen vernieuwd en uitgebreid.
In 1842 bestond de Lohofmolen uit een complex van watermolen, bijgebouwen en molenaarswoning. De molen was toen in gebruik als schorsmolen: er werd eikenschors gemalen dat als 'looi' werd toegepast bij het looien van runderhuiden. Waarschijnlijk had de molen al langer deze functie, gezien de ligging bij de looihof, waar de Venlose leerlooiers waren gevestigd. In 1846 kreeg eigenaar Michiel Michels toestemming om de molen tevens in te zetten als graanmolen; dit heeft waarschijnlijk geleid tot een uitbreiding van het molengebouw.
In 1901 kocht de gemeente Venlo de molen aan. In 1909 werd de molen gesloopt.
In 2015 werd ontdekt dat een tuinmuur achter de pastorie een restant was van de Lohofmolen.
Benders Molen · Bovenste Molen · Distelmolen · Geërfdenmolen · Molen van Geurts · Goofersmolen · Goossensmolentje · Hellmolen · Holtmeule · Italiëmolen · Jansens Standerdmolen · Laaghuismolen · Lohofsmolen · Maagdenbergsmolen · Maalbekermolen · Molen van het Aldt Huys · De Meule · Munnikemolen · Oliemolen · Onderste Molen · Ottenmolen · Panhuismolen · Patersmolen · Peetersmolen · Picardiemolen · Polvermolen · Sint-Antoniusmolen · Spanjaertsmolen · Stadsmolen · Molen van Van der Steen · Rijstpelmolen Van Dinteren · Rosmolen Verzijl · Villegerveldsmolen · Watermeule · Watermolen Lomm · Weizemolen · Wymarse Molen